# روجيه دوما
روجيه دوما (بالفرنسية: Roger Dumas )‏ (و. 1932 – 2016 م) هو كاتب أغاني، وكاتب سيناريو، وممثل مسرحي، وممثل أفلام، وشاعر غنائي فرنسي، توفي في الدائرة الثانية عشرة في باريس، عن عمر يناهز 84 عاماً.

## التعليم
تعلم في مدرسة رينيه سيمون للفنون الدرامية ‏.

## جوائز
حصل على جوائز منها:
- Molière Award for Best Supporting Actor [الإنجليزية]‏ (2006)
- Prix Suzanne Bianchetti [الإنجليزية]‏، عن عمل: Rue des prairies [الإنجليزية]‏ (1959)
- Prix Raoul-Breton  [لغات أخرى]‏.

## وصلات خارجية
- روجيه دوما على موقع IMDb (الإنجليزية)
- روجيه دوما على موقع قاعدة بيانات الأفلام العربية
- روجيه دوما على موقع ألو سيني (الفرنسية)
- روجيه دوما على موقع ميوزك برينز (الإنجليزية)
- روجيه دوما على موقع أول موفي (الإنجليزية)
- روجيه دوما على موقع قاعدة بيانات الأفلام السويدية (السويدية)
- روجيه دوما على موقع ديسكوغز (الإنجليزية)
- روجيه دوما على موقع قاعدة بيانات الفيلم (الإنجليزية)
- روجيه دوما على موقع كينوبويسك (الروسية)